# Flak-Kaserne Mainz
Die ehemalige Flak-Kaserne Mainz war eine Kaserne in der Gemarkung Bretzenheim der Stadt Mainz. Sie wurde nach der Rheinlandbesetzung (1936) als einer von mehreren Kasernenneubauten für die Wehrmacht erbaut. 1946 wurde die Kaserne zur Gründung einer Universität im Norden der Französischen Besatzungszone durch die Besatzungsmacht zur Konversion freigegeben.

## Geschichte
Auf einer Erhebung namens Bretzenheimer Bruch, wo zuvor das Fort Bingen (erbaut 1860–1865) der Festung Mainz stand, wurde zur Sicherung des Eisenbahnknotens Mainz auf freiem Feld eine Flakartillerie-Kaserne projektiert. 
Die von 1938 bis 1940 errichtete Kaserne wurde bei den Luftangriffen auf Mainz weitgehend zerstört. Sie konnte nach dem Konversionsbeschluss vom 27. Februar 1946 in viermonatiger Aufbauarbeit zur Beseitigung von Kriegsschäden, die vor allem von deutschen Kriegsgefangenen und späteren Studenten geleistet wurde, für den initialen Betrieb einer Universität hergerichtet werden.

## Lage
Die Kasernenanlage wurde am südwestlichen Ende der Mainzer Oberstadt jenseits der heutigen K4 direkt anschließend an den Hauptfriedhof Mainz errichtet. Nördlich wird sie durch die Saarstraße begrenzt, südwestlich wird die Denkmalzone heute durch den Johannes-von-Müller-Weg (→Johannes von Müller) abgeschlossen.

## Denkmalzone
Die Gebäude der Flakkaserne wurden im Januar 1999 von Oberbürgermeister Jens Beutel als Denkmalzone im Sinne des § 4 Abs. 1 Nr. 2 DSchPflG i. V. m. § 5 Abs. 1 Nr. 1 DSchPflG (bauliche Gesamtanlage) gemäß § 8 DSchPflG unter Schutz gestellt. Die Denkmalzone beträgt die Bezeichnung „Ehemalige Flakkaserne/Johannes-Gutenberg-Universität“.

## Gebäude
Der Gebäudekomplex wurde durch den Architekten Hans Ueter geplant. Von der Ecke Saarstraße/Albert-Schweitzer-Straße aus passiert man zunächst ein Wachgebäude, bevor man die von Nordost nach Südwest verlaufende Dreiflügelanlage aus Hauptgebäude (ehemals Kasino und Speisesaal) den Mannschaftsgebäuden und dem durch die Gebäudetrakte umschlossenen „Forum Universitatis“ (cour d’honneur/Exerzierplatz) betritt. Die Gebäudeflügel sind in „H“-Form angeordnet und durch Tordurchfahrten akzentuiert. Die querliegenden Kopfbauten der langgestreckten ehemaligen Offiziersgebäude erinnern an Kavaliershäuser. Der Zugang erfolgt über den östlichen Torbau aus Sandsteinquadern mit Lisenengliederung, Konsolgesimsen und steilem Schieferhelm. Ein weiteres Hauptgebäude, die erste Mensa der Universität, ist ebenfalls mit einem Walmdach versehen. Es steht auf hohem Quadersockel und wird durch eine breite Freitreppe erschlossen, die zu einem dreiteiligen Portal führt. Die zum Forum hin orientierte Nordfassade ist durch dichtgereihte großformatige Fenster geprägt. Die übrigen doppelgeschossigen Bauteile unter gaubenbesetzten Satteldächern zeichnen sich durch Sandsteingliederungen und Eckquaderungen aus. An den rasterartig angeordneten Fenstergruppen sind großzügige Treppenhäuser erkennbar.
Die Stilistik vereint einen strengen Neoklassizismus mit Heimatstilmotiven. Die Denkmalzone dokumentiert einen typischen Kasernenkomplex, wie sie im Deutschen Reich nach der Rheinlandbesetzung 1936 errichtet wurden. Sowohl für die Militär- als auch für die Politikgeschichte stellt die Denkmalzone ein herausragendes Zeugnis dar. Südwestlich der Hauptgebäude befinden sich die ursprünglich als Mannschaftsunterkunft projektierten Gebäude in kammartiger Bebauung. Diese Gebäude wiederholen vereinfachend die Motive der Kernanlage.